# بی‌بی‌سی آنلاین
بی‌بی‌سی آنلاین (به انگلیسی: BBC Online) نام برند و منزلگاه اصلی سرویس‌های آنلاین بی‌بی‌سی بریتانیا است. بی‌بی‌سی آنلاین شبکه‌ای است عظیم از وب‌گاه‌های پربازدیدی چون بی‌بی‌سی نیوز، بی‌بی‌سی اسپورت، سرویس‌های رادیویی و ویدئویی بنا بر تقاضای بی‌بی‌سی آی‌پلیر، وب‌گاه ویژهٔ کودکان پیش دبستانی سی‌بیبیز، و سرویس‌های آموزشی نظیر بایت‌سایز. بی‌بی‌سی از سال ۱۹۹۴ برای پشتیبانی از برنامه‌های تلویزیونی، رادیویی و طرح‌های مبتنی بر وب خود، حضوری آنلاین داشت ولی تا دسامبر ۱۹۹۷، زمانی که دولت بریتانیا موافقت کرد تا از درآمد ناشی از حق اشتراک تلویزیون در بریتانیا مقداری بودجه به سرویس آنلاین خود اختصاص دهد، به صورت رسمی آغاز به کار نکرد. در طول تاریخ کوتاه فعالیتش، طرح‌های آنلاین بی‌بی‌سی همواره در معرض رایزنی‌های عمومی و بازنگری‌های دولتی قرار گرفته‌است که حاکی از نگرانی‌های رقبای تجاری بی‌بی‌سی آنلاین از تخریب بازار رسانه‌ای بریتانیا به دلیل حضود وسیع و پررنگ و بودجهٔ دولتی‌اش می‌باشد.